# Superturismo

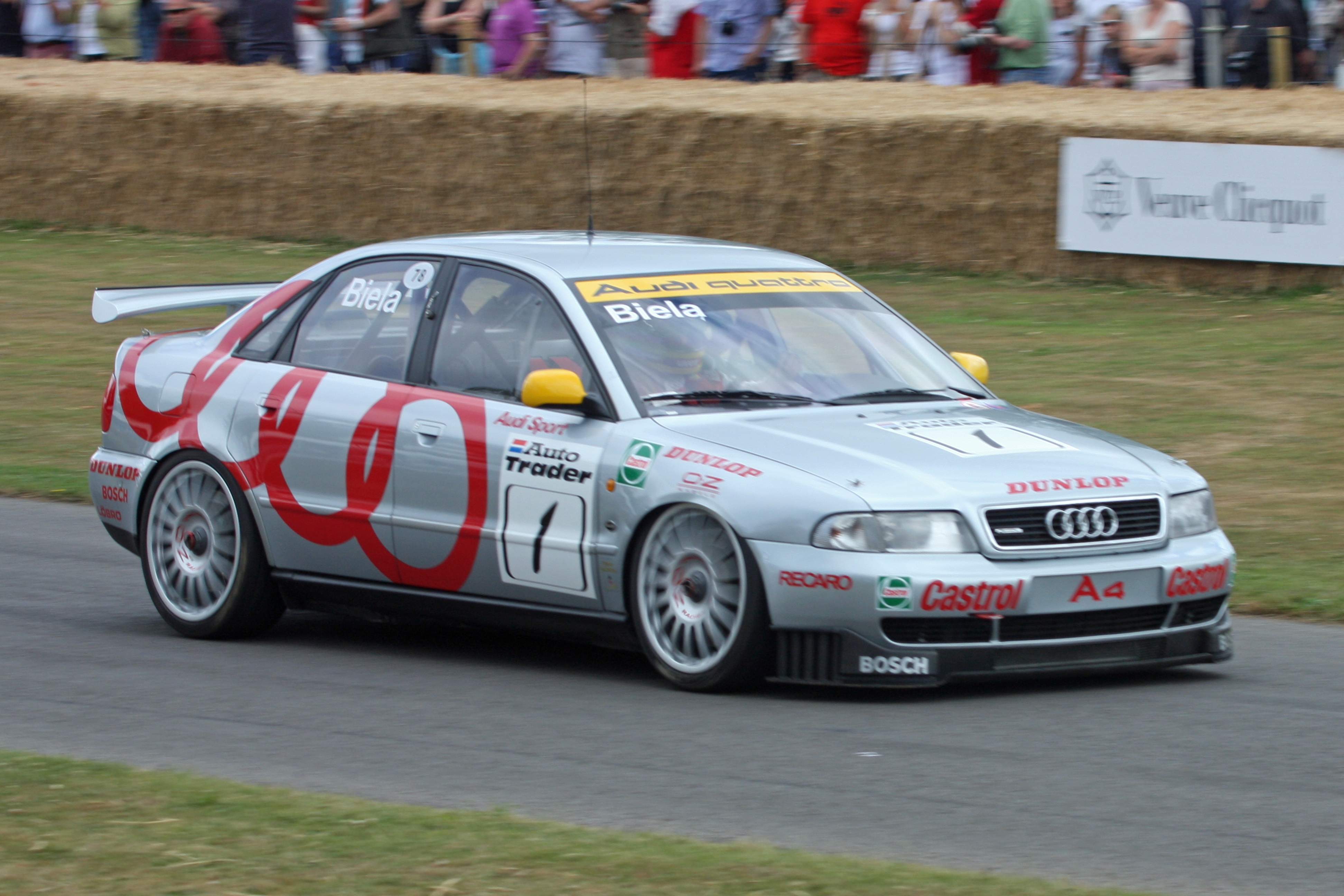
Imagen de un Audi A4 Quattro BTCC 1996

Superturismo (también llamada "Clase 2") es una homologación de automóviles de carreras de la Fédération Internationale de l'Automobile que reemplazó a la Grupo A en numerosos campeonatos de turismos entre 1990 y 2001. El reglamento, basado en el que usaba el Campeonato Británico de Turismos, fue reemplazado por el Super 2000 ya que los costos de fabricación se habían multiplicado por cuatro en menos de una década.
Usualmente se utilizaban automóviles del segmento D con carrocerías sedán y liftback, aunque existieron algunos del segmento C y con carrocería familiar. Los motores debían ser de 2.0 litros de cilindrada y atmosféricos.
Inicialmente, los reglamentos sólo permitían alerones disponibles en los modelos de serie. Luego se permitieron alerones a medida, lo que incrementó la adherencia en las curvas. Luego de las muertes en 1995 de Gregg Hansford en Phillip Island y de Kieth O'Dor en el Avus, se forzó a los equipos a montar barras laterales de protección y asientos con restrictores de cabezas.

## Campeonatos que usaron la homologación Superturismo
- Campeonato Alemán de Superturismos - 1994-1999
- Campeonato Australiano de Superturismos - 1995-2001
- Campeonato Británico de Turismos - 1990-2000
- Campeonato Español de Superturismos - 1994-1997
- Campeonato Europeo de Turismos - 2000-2001
- Campeonato Francés de Superturismos - 1993-1999
- Campeonato Italiano de Superturismos - 1993-1999
- Campeonato Japonés de Turismos - 1994-1998
- Campeonato Neozelandés de Turismos
- Campeonato Sudafricano de Turismos - 1994-1996
- Campeonato Sudamericano de Superturismos
- Campeonato Sueco de Turismos - 1996-2002
- Top Race (Argentina) - 1997-2003

## Modelos con homologación Superturismo
- Alfa Romeo 155
- Alfa Romeo 156
- Audi 80
- Audi A4
- BMW Serie 3
- Ford Mondeo
- Honda Accord
- Nissan Primera
- Opel Vectra
- Peugeot 406
- Renault Laguna
- SEAT Toledo
- Toyota Corolla
- Toyota Corona
- Volvo S40